# Bowie Rare
Bowie Rare (conosciuto anche solo come Rare) è un album discografico compilation del musicista rock britannico David Bowie pubblicato nel 1982 dalla RCA Records senza l'autorizzazione dell'artista. I rapporti fra Bowie e la casa discografica erano ormai deteriorati da tempo, e il cantautore avrebbe di lì a poco firmato un contratto di esclusiva con la EMI, ponendo così fine a un sodalizio durato anni.

## Descrizione
La compilation contiene un mix di rarità provenienti dal periodo 1969-1980, come la versione in italiano di Space Oddity e la versione in tedesco di Heroes. Anche se all'epoca della prima pubblicazione, i brani presenti nella raccolta erano effettivamente di difficile reperibilità, nel corso del tempo praticamente tutte le tracce sono state incluse in successive uscite. La raccolta non è stata mai ristampata in formato compact disc, ed è da tempo fuori catalogo.
L'album raggiunse la posizione numero 34 in classifica in Gran Bretagna. Negli Stati Uniti non venne distribuito.

## Tracce
- Tutti i brani sono opera di David Bowie eccetto dove indicato diversamente.

Lato 1
1. Ragazzo solo, ragazza sola – 5:02 (Bowie, Mogol) – Versione in italiano di Space Oddity, pubblicata su singolo in Italia nel 1969.
2. Round and Round – 2:41 (Chuck Berry) – Una cover del brano di Chuck Berry Around and Around, registrata durante le sessioni dell'album Ziggy Stardust, e pubblicata come B-side del singolo Drive-In Saturday.
3. Amsterdam – 3:25 (Jacques Brel, Mort Shuman) – Una cover di una canzone di Jacques Brel, registrata durante le sessioni dell'album Ziggy Stardust, e pubblicata come B-side del singolo Sorrow.
4. Holy Holy – 2:15 – Una nuova versione del singolo del 1970 di Bowie, registrata durante le sessioni dell'album Ziggy Stardust, e pubblicata come B-side del singolo Diamond Dogs.
5. Panic in Detroit – 5:49 – Versione dal vivo registrata durante gli stessi concerti del periodo David Live, e pubblicata come B-side del singolo Knock on Wood
6. Young Americans – 3:11 – Versione singolo USA

Lato 2
1. Velvet Goldmine – 3:08 – Registrata nel corso delle sessioni di Ziggy Stardust, e pubblicata nel 1975 come B-side della ristampa di Space Oddity.
2. Helden – 6:07 (Bowie, Brian Eno, Antonia Maass) – Una versione di Heroes con testo in inglese e tedesco, pubblicata su singolo in Germania Ovest nel 1977.
3. John, I'm Only Dancing (Again) – 3:26 – Versione singolo
4. Moon of Alabama – 3:51 (Bertold Brecht, Kurt Weill)
5. Crystal Japan – 3:07

## Classifiche
| Classifica (1983) | Posizione massima |
| ----------------- | ----------------- |
| Norvegia          | 11                |
| Regno Unito       | 34                |